# Kirobo

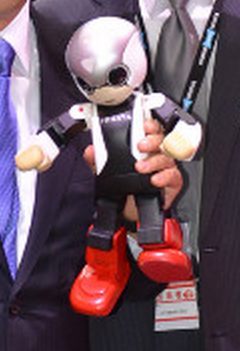
Robot Kirobo

Kirobo (japonais : キロボ) est un robot humanoïde développé dans le cadre du projet japonais « Kibo Robot Project » (Robot espoir). Kirobo est envoyé en août 2013 vers la station spatiale internationale (ISS) pour étudier l'apport des robots dans le cadre des missions spatiales.

## Lancement
Kirobo est chargé à bord du véhicule de transferts Kounotori-4 (HTV-4) sur un lanceur H-IIB modèle F4 qui quitte la terre le 4 août 2013 a 4 h 48 depuis la base de lancement de Tanegashima de la Japan Aerospace Exploration Agency (JAXA), le voyage vers la station spatiale prend six jours et il est prévu que Kirobo reste 18 mois à bord de la station.

## Caractéristiques
Kirobo a une masse d'environ 1 kg et une hauteur approximative de 34 cm pour une largeur de 18 cm. L'objectif de cette expérience est d'évaluer l'aide que pourrait apporter un robot à un équipage spatial dans l'accomplissement de sa mission. Le robot qui s'exprime et comprend le japonais dispose des fonctionnalités suivantes :
- Reconnaissance automatique de la parole.
- Traitement automatique du langage naturel.
- Synthétiseur de voix.
- Système de reconnaissance faciale.
- Système d'enregistrement vidéo.

## APP Find Kirobo
Il existe une application gratuite sur les plateformes Apple et Android permettant de suivre l'orbite sur laquelle se trouve Kirobo, ainsi que des informations sur la date et l'heure en fonction de sa position sur une carte.